# シカゴ現代美術館
シカゴ現代美術館（Museum of Contemporary Art, Chicago、以下「MCA」と記載）は、アメリカ合衆国イリノイ州シカゴにある現代美術館。シカゴダウンタウン北部のニア・ノース地域、ストリータービル(Streeterville)地区に所在し、シカゴ・ウォーター・タワーに近い。
1967年創設のMCAは、世界最大級の現代美術の場であり、第二次大戦後作成のビジュアルアートのコレクションは数千点に及ぶ。
現在の美術館建物は、募金活動（大部分は理事会役員達自身による寄付であった）の後に設計され、1996年に完成したものである。
フリーダ・カーロの米国初の展示会やジェフ・クーンズの初の単独展など、話題となったデビュー展示を多く主催している。2008年に行われたクーンズ回顧会はMCAの来場者記録を樹立した。
所蔵品には、ジャスパー・ジョーンズやアンディ・ウォーホル、アレクサンダー・カルダー等の作品がある。1940年代から1970年代までの後期シュルレアリスム、ポップアート、ミニマル・アート、コンセプチュアル・アートの歴史的作品群、1980年代の著名なポストモダニズム作品のほか、現代絵画、彫刻、写真、ビデオ、インスタレーションなどがコレクションされている。またダンスやシアター、音楽、学際的芸術が上演・展示されることもある。

## 歴史
設立は1967年。初代館長はジャン・ファン・デル・マーク(Jan van der Marck)。設立当初はクンストハレ (Kunsthalle、ドイツ語圏によく見られる、所蔵品を持たず常設でない展示を行う美術展示施設）をモデルにした、常設展示を行わず期間限定の企画展示を主に行う場と見られていたが、1974年になると1945年以降作成の現代美術作品を所蔵品として購入するようになる。
5500万ドルと見積もられる新館建設・移転費用に充てるため、1991年、理事会は3700万ドルを寄付した。そのうち、6人の理事が大口寄付者として計2000万ドルを拠出している。
次いで理事会は建築計画の決定に入った。6案の最終候補には、安藤忠雄、槇文彦らの名前があった が、この最終候補のリストについてはシカゴ・トリビューン紙のピューリッツァー賞受賞記者で建築評論家のブレア・ケイミン(Blair Kamin)が疑問を呈していた。これは、23案の準最終候補のうちシカゴの有名建築家（ヘルムート・ヤーンら）の案が最終候補に残らなかったためである。

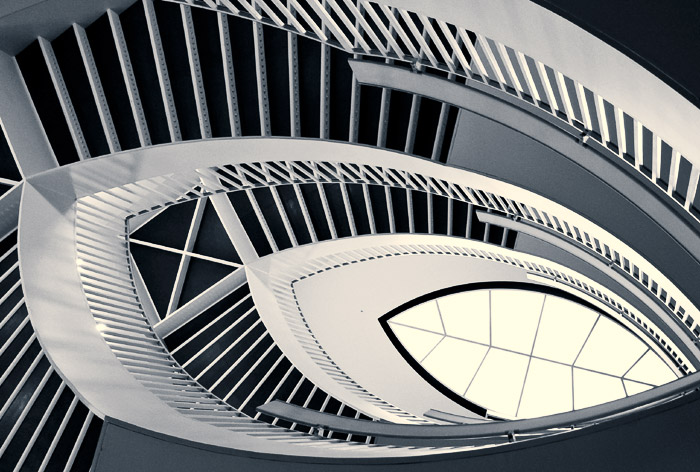
ヨーゼフ・クライフス設計の館内階段。木の葉のデザインはこの美術館建物に多用されている

1996年7月2日、ベルリンの建築家ヨーゼフ・クライフス(Josef Paul Kleihues)設計による新館が現在の所在地に開館。4階建て、床面積2万平米の建物 は、旧美術館建物の5倍の大きさ であり、MCAは世界最大の現代美術施設となった。新美術館の構造は、ミース・ファン・デル・ローエのモダニズム建築とシカゴ派の伝統とを取り入れている。

## 運営
開館時間は午前10時から午後5時。火曜は現在無料開放されており、入場時間も延長(午後8時まで)されている。他の曜日も、入場料は強制的なものではなく、「推奨」の入場料が設定されている(大人12ドル)。月曜、感謝祭、クリスマス、元旦休館。館内は撮影・録画禁止。
夏季には屋外での無料ジャズコンサートが行われる。毎月第一金曜日には「ファースト・フライデーズ」と称してMCA主催の有料パーティーが開かれる。美術展示以外にも、ダンス、シアター、音楽、学際的芸術の上演・展示がある。幅広い領域のアーティストによるパフォーマンス、討論会、ワークショップ形式での企画や催行がプログラムとして開催されている。
ガイドによる無料展示ツアー(英語)が毎日実施される。日本語の案内パンフレットは2階(メインフロア)入口受付で入手可能。2階のレストラン(Puck's at the MCA)はランチタイムの営業だが、それ以外の時間でも軽食類が楽しめる。日曜はビュッフェ方式のブランチを提供。1階・2階のショップ(MCA Store)では書籍やCDのほか、ギフト、雑貨、玩具、アーティストのデザインによるジュエリーなどが購入できる。

### 組織
MCAの理事会は、4人の役員、18人の生涯理事、および40人以上の理事からなる。2008年度末に議長はヘレン・ゼル(Helen Zell)からメアリー・イテルソン(Mary Ittelson)に交代。職員を監督する館長は、2008年度途中に、10年間館長を務めたロバート・フィッツパトリック(Robert Fitzpatrick)からマデレイン・グリンステン(Madeleine Grynsztejn)に交代した。業務運営はキュレーター、パフォーマンス、教育の3つの部署に分かれている。

### 財務
2008年度の営業収入は1700万ドルで、うち49%が寄付、35%が入場料等の収入、16%が投資収益であった。営業支出も同じく1700万ドルで、47%が展示プログラム費用、20%が施設費、17%が一般管理費、9%が広告費、7%が資金調達費となっている。免税非営利団体であり、展示・プログラム・運営のための費用は会員の援助により支えられている。2008年度の寄付収入830万ドルの内訳は、個人47%、法人12%、財団法人8%、政府団体16%、募金17%。

## 展示

### 過去の展示
- "Pictures To Be Read/Poetry To Be Seen" - 開館初年度(1967年)
- "クレス・オルデンバーグ展: Projects for Monuments" - 1967年
- ダン・フレヴィン（Dan Flavin）初の美術館単独展 - 1967年[20]
- クリストとジャンヌ＝クロードによる初のビルディング・ラッピング - 1969年。700平米以上の大きさの防水布で美術館建物をラッピングした[21]。
- ロイ・リキテンスタイン、ロバート・ラウシェンバーグ、アンディ・ウォーホルの個展 - 1970年
- アントニ・タピエス米国初の展示 - 1977年[20]
- フリーダ・カーロ米国初の展示 - 1978年[2]
- ジェフ・クーンズ初の単独展 - 1988年[20]
- " Robert Mapplethorpe, The Perfect Moment" - 1989年。写真家ロバート・メイプルソープの巡回展。フィラデルフィア美術館との共催。MCA最高の入場者数(当時)を記録[22]。

### 近年の展示
- "12 x 12: New Artists/New Work" - 毎月開催。月替わりでシカゴの新進アーティストに焦点を当てる。
- "Massive Change" - 2005、2006年。カナダのデザイナー、ブルース・マウ(Bruce Mau)の巡回展で、米国ではMCAでのみ展示された。デザインの社会的、経済的及び政治的影響を考察。
- キャサリン・オピー(Catherine Opie)展 - 2006年。アメリカの写真家。
- ヴォルフガング・ティルマンス展 - 2006年。ドイツの写真家。
- クリス・ウェア展 - 2006年。シカゴの漫画家。
- ジェフ・クーンズ回顧展 - 2008年。86,584人の来場者数は過去最高となり[23][24]、MCA開館40周年となる2008年度に花を添えた[25][26]。

## 建物
MCAの最初の建物は、もともとパン屋として建てられ、その後PLAYBOY誌の会社オフィスが入居していたものであった。その後、展示スペース拡大のため隣接のビルに移転。1977年、10周年記念募金活動により購入した近隣の3階建てタウンハウスを改装のうえ再移転する。
1996年、ミシガン湖とミシガン・ストリートに挟まれた、1907年から1993年まで州兵武器庫があった跡地に新館完成。ベルリンの建築家ヨーゼフ・クライフスがデザインした石灰岩とアルミニウムによる4階建ての建物には、4,200平米の展示スペース(以前の7倍の広さ)、シアター、彫刻庭園がある。クライフスによる米国初の建物であり、総工費は4650万ドルであった。3,200平米の彫刻庭園ではイチョウ、ツツジ、クレマチスなどが見られる。296席の多目的シアターは14列の客席、16m×10mの額縁舞台を持つ。

## コレクション
1996年の新館開館の時点では、マルセル・デュシャン、ブルース・ナウマンらの作品を含む7,000点を保有していた。現在のコレクションは2,345点の作品及び約2,500冊の蔵書であり、1945年から現在までのビジュアルアートを中心に、リー・ボンテクー(Lee Bontecou)からロバート・スミッソンに及ぶアーティストの作品を保有している。
MCAのコレクションをまとめた本として、エリザベス・スミス(Elizabeth Smith)著の"Life Death Love Hate Pleasure Pain: Selected Works from the Museum of Contemporary Art, Chicago" があり、「1940年代から1970年代までの後期シュルレアリスム、ポップアート、ミニマル・アート、コンセプチュアル・アートの歴史的作品群、1980年代の著名なポストモダニズム作品のほか、現代絵画、彫刻、写真、ビデオ、インスタレーションなどがコレクションされている」と述べられている。
その他の著名なコレクションは以下の通り。
- "Polychrome and Horizontal Bluebird" - アレクサンダー・カルダー作のモビール、1954年[33]
- "Cindy" - チャック・クロース(Chuck Close)作、1988年,[34]
- "Campbell's Soup Cans II" - アンディ・ウォーホル作、1969年